# 오리지널 비디오 애니메이션
OVA(Original Video Animation, 오리지널 비디오 애니메이션)는 TV 방송이나 영화 상영없이 오로지 소매로 파는 애니메이션을 뜻한다. OVA들은 주로 DVD나 블루레이로 발매된다.
OVA 타이틀들은 원래 VHS를 통해 판매되다가 나중에 레이저디스크, 최종적으로는 DVD를 통해 더 대중화되었다. 2008년을 기점으로 OAD(original animation DVD)라는 용어는 원작 만화에 번들되어 출시된 DVD 릴리스를 가리키기 시작했다.
그 외에 같은 의미의 단어로 OAV(Original Animated Video)가 있다.

## 같이 보기
- 비디오 영화
- 일본의 웹 애니메이션